# Cycloclypeus
Cycloclypeus es un género de foraminífero bentónico de la familia Nummulitidae, de la superfamilia Nummulitoidea, del suborden Rotaliina y del orden Rotaliida. Su especie tipo es Cycloclypeus carpenteri. Su rango cronoestratigráfico abarca desde el Oligoceno hasta la Actualidad.

## Clasificación
Se han descrito numerosas especies de Cycloclypeus. Entre las especies más interesantes o más conocidas destacan:
- Cycloclypeus carpenteri
- Cycloclypeus guembeliana

Un listado completo de las especies descritas en el género Cycloclypeus puede verse en el siguiente anexo.
En Cycloclypeus se ha considerado el siguiente subgénero:
- Cycloclypeus (Katacycloclypeus), también considerado como género Katacycloclypeus